# معركة بانغي (2021)
معركة بانغي (بالإنجليزية: Battle of Bangui)‏ هو تمرد مسلح حصل في 13 يناير 2021 على يد حوالي 200 متمرد من تحالف الوطنيين للتغيير، حيث هاجموا بانغي عاصمة جمهورية أفريقيا الوسطى، في محاولة فاشلة للإطاحة بالحكومة.

## خلفية
في ديسمبر 2020، أنشأت الجماعات المتمردة الرئيسية في جمهورية أفريقيا الوسطى التي تدعى تحالف الوطنيين للتغيير قادهم الرئيس السابق فرانسوا بوزيزيه والذين حاولوا منع تنظيم الانتخابات العامة في أفريقيا الوسطى 2020–21.
وفقًا لشهادات أعضاء الجماعات المسلحة، كان فرانسوا بوزيزيه متورطًا بشكل مباشر في الإعداد والتنسيق للهجوم على بانغي. كما شارك كريم مكاسوا الرئيس السابق للجمعيات الوطنية في الاستعدادات بالتنسيق مع بوزيزيه، نور الدين آدم وعلي داراسا وعدد من جنرالات لجنة السياسة النقدية.
وبحسب الشهادات، فقد كان يأمل في أن يكون الانقلاب رئيساً للحكومة الانتقالية إذا نجح الانقلاب. ومع ذلك، كان بوزيزيه مقتنعا بأن مكاسوا كان يحاول تجاوزه مرتين مما أدى إلى رفض مقاتلي مكافحة بالاكا المتمركزين في بانغي. كان من المفترض أن يحدثوا فوضى في بانغي مما سيسمح لمقاتلين آخرين بدخول العاصمة. لكن مكاسوا نفى جميع الاتهامات.

## المعركة
حوالي الساعة 5:45 صباحًا شوهد حوالي عشرة متمردين مسلحين بقاذفات الصخور وبنادق كلاشينكوف في بانغي. هاجم حوالي 200 متمرد ثكنات عسكرية على بعد 9 كيلومترات و 12 كيلومترًا من العاصمة. كما هاجموا حي بيمبو. كان السكان يبلغون عن إطلاق نار في مناطق متفرقة من المدينة، وتناثرت الشوارع بأغلفة الرصاص.
تم صد الهجوم واعتبارا من الساعة الثامنة صباحا كان الوضع في المدينة هادئا. قُتل جندي رواندي وأصيب آخر. وفقا لرئيس الوزراء فيرمين نغريبادا، قُتل 30 متمردا وتم أسر خمسة. وعُرض أحد المتمردين الأسرى على الهواء. وزعم وزير الداخلية هنري وانزت لينغوايسارا أنه مواطن تشادي. ونفت الحكومة التشادية هذا الاتهام.